# (6081) Cloutis
(6081) Cloutis es un asteroide perteneciente al cinturón de asteroides, región del sistema solar que se encuentra entre las órbitas de Marte y Júpiter, descubierto el 2 de marzo de 1981 por Schelte John Bus desde el Observatorio de Siding Spring, Nueva Gales del Sur, Australia.

## Designación y nombre
Designado provisionalmente como 1981 EE35. Fue nombrado Cloutis en homenaje a Edward Cloutis, profesor de la Universidad de Winnipeg, estudia los espectros de ensambles minerales similares a los encontrados en las superficies planetarias. Fue el primero en obtener una relación entre la fracción olivina-ortopiroxeno y la proporción de bandas de absorción de silicato en los espectros de reflectancia.

## Características orbitales
Cloutis está situado a una distancia media del Sol de 2,489 ua, pudiendo alejarse hasta 2,961 ua y acercarse hasta 2,016 ua. Su excentricidad es 0,189 y la inclinación orbital 7,328 grados. Emplea 1434,63 días en completar una órbita alrededor del Sol.

## Características físicas
La magnitud absoluta de Cloutis es 14,7. Tiene 2,53 km de diámetro y su albedo se estima en 0,399. 